# Luleå elementarläroverk för flickor
Luleå elementarläroverk för flickor var en flickskola i Luleå, verksam mellan 1875 och 1967. Det var initialt ett läroverk med statsbidrag, men blev 1931 en kommunal skola.
Skolan grundades som privatskola av Elina Benckert och Ester Lönnegren 1875. Det har kallats för en milstolpe i den kvinnliga undervisningens historia i Norrbotten.